# Copa Sudamericana
 (novembre 2023).
Si vous disposez d'ouvrages ou d'articles de référence ou si vous connaissez des sites web de qualité traitant du thème abordé ici, merci de compléter l'article en donnant les références utiles à sa vérifiabilité et en les liant à la section « Notes et références ».
La Copa Sudamericana est une compétition internationale de football qui se joue chaque année entre des clubs d'Amérique du Sud (CONMEBOL). Elle est considérée comme l'équivalent sud-américain de la Ligue Europa. Jusqu'en 2016 tandis que la Libertadores se déroulait généralement entre janvier et juillet, la Sudamericana se tenait entre août et décembre, permettant aux meilleurs clubs du continent de se retrouver deux fois par an. Elle est considérée comme une continuation de la Copa Conmebol. À partir de 2017, la Copa Sudamericana se déroule sur l'ensemble de l'année civile, ce qui empêche les clubs de participer aux deux coupes continentales de clubs.
Le vainqueur de la Copa Sudamericana affronte ensuite, lors de la Recopa Sudamericana, le vainqueur de la Copa Libertadores ainsi que le vainqueur de la Coupe de la Ligue japonaise lors de la Coupe Levain et le vainqueur de la Ligue Europa lors du Club Challenge UEFA-CONMEBOL.

## Historique

Logo de 2002 à 2010

La Copa Sudamericana a été créée en 2002 pour remplacer la Copa Conmebol (disputée de 1992 à 1999), la Copa Mercosur et la Copa Merconorte (toutes deux disputées de 1998 à 2001).
La compétition s'est disputée entre équipes d'Amérique du Sud jusqu'en 2004.
Lors de l'édition de 2005, trois équipes de la CONCACAF (DC United (États-Unis), Pumas UNAM (Mexique) et Club América (Mexique)) ont participé au second tour de la compétition.
À partir de 2017 la Conmebol entreprend une réforme des coupes continentales. Dorénavant, elles  seront chacune disputées sur l'ensemble de l'année civile (entre janvier et novembre) ce qui veut donc dire qu'une équipe qui participe à la Copa Libertadores ne peut participer à la Copa Sudamericana. À noter qu'à l'image de ce qui se fait en Europe entre la Ligue des champions et la Ligue Europa, dix équipes éliminées en phase de poules de la Copa Libertadores sont dorénavant reversées en phase finale de la Copa Sudamericana.

## Déroulement de la compétition
La compétition se déroule en deux tours éliminatoires. Lors du premier tour, les équipes d'un même groupe se rencontrent (par exemple, liste des groupes en 2005 : Argentine – Brésil – Chili / Pérou – Bolivie / Équateur – Uruguay / Paraguay – Colombie /Venezuela). Les équipes qualifiées rencontrent celles d’un autre groupe (club du même pays ou d’un autre pays) ou lors d’un deuxième tour.
Une dernière phase, par matches aller et retour, avec quarts finale, demi-finales et finale permet ensuite de désigner le vainqueur de la coupe.

### Nouveau format en 2021
À partir de 2021, il n'y a qu'un tour préliminaire où les équipes rencontrent une autre équipe de la même fédération (excepté les clubs du Brésil et de l'Argentine). Les vainqueurs du premier tour sont rejoints par les équipes du Brésil et de l'Argentine, ainsi que quatre clubs repêchés de la Copa Libertadores, pour participer à une phase de poules (8 poules de quatre équipes).
Les huit premiers de poule sont rejoints par les huit clubs placés à la troisième place des poules de la Copa Libertadores pour jouer les huitièmes de finale.

## Palmarès
| 2002          | San Lorenzo             | 4 - 0 0 - 0           | Atlético Nacional   | Estadio Atanasio-Girardot (Medellín) Estadio Pedro Bidegain (Buenos Aires)        |
| 2003          | Cienciano del Cusco     | 3 - 3 1 - 0           | River Plate         | Estadio Antonio V. Liberti (Buenos Aires) Estadio de la UNSA (Arequipa)           |
| 2004          | Boca Juniors            | 0 - 1 2 - 0           | Bolívar             | Estadio Hernando Siles (La Paz) Estadio Alberto J. Armando (Buenos Aires)         |
| 2005          | Boca Juniors            | 1 - 1 1 - 1 (tab 4-3) | UNAM Pumas          | Estadio Olímpico Universitario (Mexico) Estadio Alberto J. Armando (Buenos Aires) |
| 2006          | Pachuca                 | 1 - 1 2 - 1           | Colo-Colo           | Estadio Hidalgo (Pachuca) Estadio Nacional (Santiago)                             |
| 2007          | Arsenal                 | 3 - 2 1 - 2           | América             | Estadio Azteca (Mexico) Estadio Juan Domingo Perón (Avellaneda)                   |
| 2008          | Internacional           | 1 - 0 1 - 1 ap        | Estudiantes         | Estadio Ciudad de La Plata (La Plata) Estádio Beira-Rio (Porto Alegre)            |
| 2009          | LDU Quito               | 5 - 1 0 - 3           | Fluminense          | Casa Blanca (Quito) Maracanã (Rio de Janeiro)                                     |
| 2010          | Independiente           | 3 - 1 0 - 2 (tab 5-3) | Goiás               | Estádio Serra-Dourada (Goiânia) (Avellaneda)                                      |
| 2011          | Universidad de Chile    | 3 - 0 1 - 0           | LDU Quito           | Casa Blanca (Quito) Estadio Nacional (Santiago)                                   |
| 2012          | São Paulo               | 2 - 0 0 - 0           | Tigre               | Estadio Alberto J. Armando (Buenos Aires) Estádio do Morumbi (São Paulo)          |
| 2013          | Lanús                   | 1 - 1 2 - 0           | Ponte Preta         | Estádio do Pacaembu (São Paulo) Estadio Ciudad de Lanús (Lanús)                   |
| 2014          | River Plate             | 1 - 1 2 - 0           | Atlético Nacional   | Estadio Atanasio-Girardot (Medellín) Estadio Antonio V. Liberti (Buenos Aires)    |
| 2015          | Santa Fe                | 0 - 0 0 - 0 (tab 3-1) | Huracán             | Estadio Tomás-Adolfo-Ducó (Buenos Aires) Estadio El Campín (Bogotá)               |
| 2016          | Chapecoense             | —                     | Atlético Nacional   | Estadio Atanasio-Girardot (Medellín) Estádio Couto Pereira (Curitiba)             |
| 2017          | Independiente           | 2 - 1 1 - 1           | Flamengo            | Estadio Libertadores de América (Avellaneda) Maracanã (Rio de Janeiro)            |
| 2018          | Athletico Paranaense    | 1 - 1 1 - 1 (tab 4-3) | Atlético Junior     | Estadio Metropolitano (Barranquilla) Arena da Baixada (Curitiba)                  |
| Finale unique |                         |                       |                     |                                                                                   |
| 2019          | Independiente del Valle | 3 - 1                 | CA Colón            | Estadio Defensores del Chaco (Asuncion)                                           |
| 2020          | Defensa y Justicia      | 3 - 0                 | Lanús               | Estadio Mario Alberto Kempes (Córdoba)                                            |
| 2021          | Athletico Paranaense    | 1 - 0                 | Red Bull Bragantino | Stade Centenario (Montevideo)                                                     |
| 2022          | Independiente del Valle | 2 - 0                 | São Paulo           | Estadio Mario Alberto Kempes (Córdoba)                                            |
| 2023          | LDU Quito               | 1 - 1 (tab 4-3)       | Fortaleza           | Stade Domingo Burgueño Miguel (Maldonado)                                         |
| 2024          | Racing Club             | 3 - 1                 | Cruzeiro            | Stade Général Pablo Rojas (Asuncion)                                              |
| 2025          |                         | -                     |                     | Stade Ramón Aguilera (Santa Cruz de la Sierra)                                    |

1. ↑  Vainqueur désigné pour cause exceptionnelle

## Édition 2016
Le vol 2933 de LaMia Airlines s'est écrasé le 28 novembre 2016, lors d'une liaison entre Santa Cruz de la Sierra en Bolivie et Medellín en Colombie, avec 78 personnes à son bord, dont l'équipe de football brésilienne de Chapecoense qui s'apprêtait à disputer le match aller de la finale de la Copa Sudamericana 2016 face à l'Atlético Nacional.
À la suite du crash, la finale de l'épreuve, prévue les 30 novembre et 7 décembre, est reportée à une date indéterminée. L'adversaire de la finale, l'Atlético Nacional (qui a déjà gagné la Copa Libertadores la même année), demande même formellement à la CONMEBOL d'attribuer le titre à l'équipe de Chapecoense, en hommage aux membres de l'équipe disparus.
Le jour même, les autorités brésiliennes annoncent un deuil national de trois jours. Michel Temer, président du Brésil, déclare : « Je veux exprimer ma solidarité en ce triste moment où la tragédie déchire des dizaines de familles brésiliennes. Le gouvernement fera tout ce qu'il peut pour soulager la douleur des amis et de la famille du sport et du journalisme ».
La CONMEBOL finira par accéder à la demande de l'Atlético Nacional et décerne, le 5 décembre 2016, la Copa Sudamericana 2016 à Chapecoense.

## Bilan

### Par club
| Équipe                  | Vainqueur | Finaliste | Année vainqueur | Année finaliste     |
| ----------------------- | --------- | --------- | --------------- | ------------------- |
| LDU Quito               | 2         | 1         | 2009, 2023      | 2011                |
| Boca Juniors            | 2         | 0         | 2004 et 2005    |                     |
| Independiente           | 2         | 0         | 2010 et 2017    |                     |
| Athletico Paranaense    | 2         | 0         | 2018 et 2021    |                     |
| Independiente del Valle | 2         | 0         | 2019 et 2022    |                     |
| São Paulo               | 1         | 1         | 2012            | 2022                |
| Lanús                   | 1         | 1         | 2013            | 2020                |
| River Plate             | 1         | 1         | 2014            | 2003                |
| San Lorenzo             | 1         | 0         | 2002            |                     |
| Cienciano del Cusco     | 1         | 0         | 2003            |                     |
| Pachuca                 | 1         | 0         | 2006            |                     |
| Arsenal                 | 1         | 0         | 2007            |                     |
| Internacional           | 1         | 0         | 2008            |                     |
| Universidad de Chile    | 1         | 0         | 2011            |                     |
| Santa Fe                | 1         | 0         | 2015            |                     |
| Chapecoense             | 1         | 0         | 20161           |                     |
| Defensa y Justicia      | 1         | 0         | 2020            |                     |
| Racing Club             | 1         | 0         | 2024            |                     |
| Atlético Nacional       | 0         | 3         |                 | 2002, 2014 et 20161 |
| Bolívar                 | 0         | 1         |                 | 2004                |
| UNAM Pumas              | 0         | 1         |                 | 2005                |
| Colo-Colo               | 0         | 1         |                 | 2006                |
| América                 | 0         | 1         |                 | 2007                |
| Estudiantes             | 0         | 1         |                 | 2008                |
| Fluminense              | 0         | 1         |                 | 2009                |
| Goiás                   | 0         | 1         |                 | 2010                |
| CA Tigre                | 0         | 1         |                 | 2012                |
| Ponte Preta             | 0         | 1         |                 | 2013                |
| Huracán                 | 0         | 1         |                 | 2015                |
| Flamengo                | 0         | 1         |                 | 2017                |
| Atlético Junior         | 0         | 1         |                 | 2018                |
| CA Colón                | 0         | 1         |                 | 2019                |
| Red Bull Bragantino     | 0         | 1         |                 | 2021                |
| Fortaleza               | 0         | 1         |                 | 2023                |
| Cruzeiro                | 0         | 1         |                 | 2024                |

1 Vainqueur désigné pour cause exceptionnelle

### Par pays
| Nation    | Vainqueur | Finaliste |
| --------- | --------- | --------- |
| Argentine | 10        | 6         |
| Brésil    | 5         | 7         |
| Équateur  | 4         | 1         |
| Mexique   | 1         | 2         |
| Colombie  | 1         | 4         |
| Chili     | 1         | 1         |
| Pérou     | 1         | 0         |
| Bolivie   | 0         | 1         |

## Meilleurs buteurs par année
| Année | Joueur                                                                | Club                                                              | Buts |
| ----- | --------------------------------------------------------------------- | ----------------------------------------------------------------- | ---- |
| 2002  | Rodrigo Astudillo Gonzalo Galindo Achille Webo                        | San Lorenzo Bolívar Nacional                                      | 4    |
| 2003  | Germán Carty                                                          | Cienciano del Cusco                                               | 6    |
| 2004  | Horacio Chiorazzo                                                     | Bolívar                                                           | 5    |
| 2005  | Bruno Marioni                                                         | Tigres UNAM                                                       | 7    |
| 2006  | Humberto Suazo                                                        | Colo-Colo                                                         | 10   |
| 2007  | Ricardo Ciciliano                                                     | Millonarios                                                       | 6    |
| 2008  | Alex Nilmar                                                           | Internacional                                                     | 5    |
| 2009  | Claudio Bieler                                                        | LDU Quito                                                         | 8    |
| 2010  | Rafael Moura                                                          | Goias                                                             | 8    |
| 2011  | Eduardo Vargas                                                        | Universidad de Chile                                              | 11   |
| 2012  | Jonathan Fabbro Carlos Núñez Fábio Renato Wason Rentería Michael Ríos | Cerro Porteño Liverpool LDU Loja Millonarios Universidad Católica | 5    |
| 2013  | Enner Valencia                                                        | Emelec                                                            | 5    |
| 2014  | Miler Bolaños Andrés Vilches                                          | Emelec Huachipato                                                 | 5    |
| 2015  | Ramón Ábila Miller Bolaños Wilson Morelo José Ariel Núñez             | Huracán Emelec Santa Fe Club Olimpia                              | 5    |
| 2016  | Miguel Borja Cecilio Domínguez                                        | Atlético Nacional Cerro Porteño                                   | 6    |
| 2017  | Luis Rodríguez Jhon Cifuente Felipe Vizeu                             | Atlético Tucumán Universidad Católica Flamengo                    | 5    |
| 2018  | Nicolás Benedetti Pablo                                               | Deportivo Cali Athletico Paranaense                               | 5    |
| 2019  | Silvio Romero                                                         | Independiente                                                     | 5    |
| 2020  | Braian Romero                                                         | Defensa y Justicia                                                | 10   |
| 2021  | Agustín Álvarez Martínez                                              | CA Peñarol                                                        | 10   |
| 2022  | Bernardo Cuesta                                                       | FBC Melgar                                                        | 8    |
| 2023  | Gonzalo Mastriani                                                     | América Mineiro                                                   | 9    |
| 2024  | Adrián Martínez                                                       | Racing Club                                                       | 10   |

## Retransmission
- Argentine,  Chili,  Colombie,  Équateur,  Pérou,  Uruguay,  Venezuela - ESPN, DSports (es)
- Bolivie,  Paraguay - ESPN, Tigo Sports (en)
- Brésil - SBT (seulement les matchs des équipes brésiliennes), ESPN
- États-Unis - beIN Sports USA (en)
- Mexique - ESPN
- Amérique centrale - ESPN
- ANMO - beIN Sports
- France - L'Équipe